# Maláj álszajkó
A maláj álszajkó (Trochalopteron peninsulae) a madarak osztályának verébalakúak (Passeriformes) rendjébe és a Leiothrichidae családjába tartozó faj.
Magyar neve forrással nincs megerősítve.

## Rendszerezése
A fajt Richard Bowdler Sharpe angol ornitológus írta le 1887-ben. Sorolták a Garrulax nembe Garrulax peninsulae néven is.

## Előfordulása
Délkelet-Ázsiában, Malajzia és Thaiföld területén honos. A természetes élőhelye a szubtrópusi vagy trópusi hegyi esőerdők és magaslati cserjések. Állandó, nem vonuló faj.

## Megjelenése
Testhossza 25,5–26,5 centiméter, a testtömege 58–72 gramm.

## Életmódja
Főleg rovarokkal táplálkozik, de fogyaszt magvakat is.

## Természetvédelmi helyzete
Az elterjedési területe elég nagy, egyedszáma viszont csökken, de még nem éri el a kritikus szintet. A Természetvédelmi Világszövetség Vörös listáján nem veszélyeztetett fajként szerepel.